# باغستان (زیرکوه)
باغستان روستایی در دهستان زهان بخش زهان شهرستان زیرکوه استان خراسان جنوبی ایران است. بر پایه سرشماری عمومی نفوس و مسکن در سال ۱۳۹۰ جمعیت این روستا ۷۰ نفر (در ۲۴ خانوار) بوده است.